# Phytoliriomyza jacarandae
Phytoliriomyza jacarandae este o specie de muște din genul Phytoliriomyza, familia Agromyzidae, descrisă de Steyskal și Spencer în anul 1978. Conform Catalogue of Life specia Phytoliriomyza jacarandae nu are subspecii cunoscute.